# ドンカスター・ナイツ
ドンカスター・ナイツ（英: Doncaster Knights）は、イングランドのドンカスターに本拠地を置くラグビーユニオンクラブである。スタジアムはキャッスルパーク。RFUチャンピオンシップ（2部）に所属。

## 歴史
1875年創設。
2005年、ナショナル・ディビジョンワン（現・RFUチャンピオンシップ）に初昇格。
2006年、現チーム名になる。
2015-16シーズン、RFUチャンピオンシップでプレーオフ決勝に進出するも、ブリストルに1勝1敗で、得失点差によりプレミアシップ昇格はならなかった。

## 主な所属選手
- テルサ・ベアイヌ(トンガ代表)

## 歴代所属選手
- ネタニ・タレイ(フィジー代表)
- アーロン・カーペンター(カナダ代表)
- ヴィリアメ・ヴェイコソ(フィジー代表)
- カート・モラス(トンガ代表)
- コナー・ブレイズ(カナダ代表)
- トマス・フランシス(ウェールズ代表)
- ドウェイン・ポラタイヴァオ(サモア代表)
- ジョシュ・ティレル(サモア代表)
- レスリー・クリム(ナミビア代表)
- ラシャ・ロミゼ(ジョージア代表)
- ウィアン・コンラディ(ナミビア代表)
- ラティウメ・フォシタ(トンガ代表)
- トビー・ウィリアムズ(ドイツ代表)
- ニック・チヴェッタ(アメリカ合衆国代表)
- ジェリー・セクストン
- ベン・ホワイト(イングランド代表)
- ジョシュ・ペーターズ(スペイン代表)